# The devil that tempted St Anthony
The devil that tempted St Antony is een compositie van Arnold Bax.
Bax schreef het werk voor pianoduo en –echtpaar Ethel Barlett en Rae Robertson, aan wie het ook opgedragen is. Bax liet zelf niets los over het werk, aldus het boekwerkje bij de Chandosuitgave. Ook de biograaf van Bax, Graham Parlett kwam niet verder dan een omschrijving van Antonius van Egypte en de verzoekingen van Sint Antonius. Het zou gaan om een bewerking van een werkje dat Bax al voor de Eerste Wereldoorlog had geschreven, maar nergens terug te vinden is.
In tegenstelling tot bijvoorbeeld The poisoned fountain en Red autumn zijn van de The devil geen aankondigingen van uitvoeringen bekend in Nederland. Wel werd er melding gemaakt van de uitgave.
In 2017 zijn er drie verschillende uitvoeringen verkrijgbaar:
- Jeremy Brown en Seta Tanyel: Piano duos van Bax op Chandos in een opname uit 1987
- Ashley Wass en Martin Roscoe: Music for two pianos op Naxos in een opname uit 2006